# Макинери, Сэмюэл Дуглас
Сэмюэл Дуглас Макинери (англ. Samuel Douglas McEnery; 28 мая 1837, Монро, Луизиана — 28 июня 1910, Новый Орлеан, Луизиана) — американский политик, сенатор США и 30-й губернатор Луизианы. Брат Джона Макинери.

## Биография
Сэмюэл Дуглас Макинери родился в Монро, штат Луизиана. Он учился в Колледже Спринг-Хилл в Мобиле, Алабама, Военно-морской академии США в Аннаполисе, Мэриленд, и Виргинском университете в Шарлотсвилле. В 1859 году Макинери окончил State and National Law School в Покипси, Нью-Йорк. Во время Гражданской войны он служил лейтенантом в армии КША.
В 1866 году Макинери был принят в коллегию адвокатов и открыл частную юридическую практику в Монро. В 1879 году он был избран вице-губернатором Луизианы. 16 октября 1881 года скончался губернатор Луис Вильц, и Макинери занял его место. 22 апреля 1884 года он был избран на полный срок. Во время пребывания Макинери в должности был одобрен Воскресный закон, а также был принят закон о 10-часовом рабочем дне для женщин и детей.
После проигрыша выборов 1888 года Макинери не стал оспаривать результаты голосования в обмен на место в Верховном суде Луизианы. В 1892 году он вновь неудачно баллотировался на пост губернатора. В 1896 году он был избран в Сенат США, где служил до своей смерти в 1910 году.
Макинери был женат на Элизабет Филлипс. У них родились два сына и дочь. Сэмюэл Дуглас Макинери скончался 28 июня 1910 года, и был похоронен на кладбище Metairie в Новом Орлеане.